# Aï (Bible)
Pour les articles homonymes, voir AI.

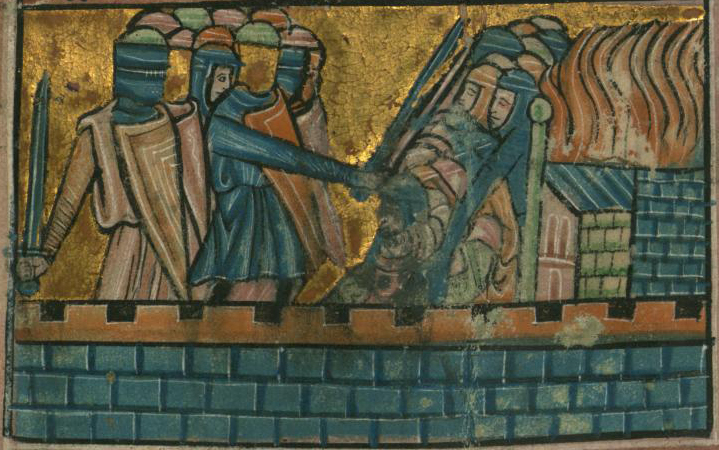
Cette image du manuscrit W.106 de Walters représente une scène de l’histoire de Josué. Sous le commandement de Josué, les Israélites s'emparèrent de la ville d'Aï.

Aï (hébreu : העי) est le nom de plusieurs lieux dans le récit biblique :
1. Dans la Genèse (12:8), la tente d'Abraham est installée avec Béthel à l'ouest et Aï à l'est.
2. Une cité royale du pays de Canaan, prise par Josué et les Israélites après Jéricho. La première offensive israélite, constituée de 3000 soldats, échoue (Akân, de la tribu de Juda, a attiré la colère divine en dérobant des biens interdits à Jéricho). Une fois Akân puni, Josué attaque la ville sur deux fronts, incendiant la ville pendant que le contingent des hommes de Aï poursuit une partie des troupes israélites. La ville est rasée.
3. Une cité mentionnée dans le Livre de Jérémie 49:3, mais qui n'a jamais été localisée plus précisément.

Charles William Wilson et William Foxwell Albright ont identifié la ville de Aï, rasée par Josué, à la ville de Et-Tell (en) fouillée par Judith Marquet-Krause au sud-est de Béthel, mais cette identification ne fait pas l'unanimité et Bryant Wood (en) a proposé que Aï soit localisé sur le site de Kirbet el-Maqatir. Edward Robinson identifie  la ville de Bethsaïde avec Et-Tell (pl). 